# Bogoslof
La isla Bogoslof o la isla Agasagook (Aleut: Aĝasaaĝux) es la cima de un estratovolcán submarino ubicado en el extremo sur del mar de Bering, a 56 km al noroeste de la isla Unalaska de la cadena de islas Aleutianas. Tiene un área de tierra de 1.292 km² y está deshabitada por personas. La elevación máxima de la isla es de 150 m. Tiene 1040 metros de largo y 1512 m de ancho. El estratovolcán se eleva a unos 1800 m del fondo del mar, pero la cima es la única parte que se proyecta sobre el nivel del mar.

## Historia
La primera aparición conocida de la isla sobre el nivel del mar se registró durante una erupción submarina en 1796. Desde entonces, partes de la isla se han agregado y erosionado sucesivamente. A unos 610 m al noroeste de Bogoslof, un pequeño domo de lava emergió en 1883 del mismo estratovolcán y se convirtió en una formación rocosa conocida como Isla Fuego. En el lado suroeste de Bogoslof, otro domo entró en erupción en 1796; ahora se llama Castle Rock. Otras erupciones han ocurrido en 1796-1804, 1806-1823, 1883-1895, 1906, 1907, 1909-1910, 1926-1928, 1992 y 2016-2017. La isla es un criadero de aves marinas, focas y leones marinos. Aproximadamente 90 000 frailecillos copetudos, araos, gaviotas tridáctilas y gaviotas de patas rojas anidan aquí.
En 1909, el presidente Theodore Roosevelt designó a Bogoslof y Fire Island como un santuario para los leones marinos y las aves marinas que anidan. Juntos, como Bogoslof  actualmente forman parte de la unidad de las Islas Aleutianas del Refugio Nacional de Vida Silvestre Marítima de Alaska. En noviembre de 1967, Bogoslof fue designado como Monumento Natural Nacional por el Servicio de Parques Nacionales. El grupo Bogoslof se agregó al National Wilderness Preservation System en 1970.

## Erupción de 2016-2017
A partir del 20 de diciembre de 2016, se produjeron una serie de pequeñas erupciones volcánicas casi diarias que producen nubes de cenizas volcánicas y relámpagos volcánicos que cambian la geografía de la isla. Como no hay cámaras o estaciones de monitoreo en la isla y el área generalmente está nublada, los detalles son inciertos. Sin embargo, cuando el clima se volvió favorable, se vio que un pequeño respiradero ligeramente mar adentro de la playa noreste de Bogoslof había estallado explosivamente, fracturando la isla original en dos y formando una isla nueva y más pequeña al noreste. Las imágenes satelitales de la isla mostraron que para el 25 de diciembre de 2016, la isla se había fracturado en tres islas más pequeñas centradas en lo que se creía que era el respiradero activo de la erupción, ganando una red de 0.0049 km², en comparación con su área anterior de 0.288 km². Bogoslof continuó creciendo en las siguientes semanas, alcanzando un tamaño de 0.437 km² el 11 de enero de 2017, y se fusionó de nuevo en una sola isla. A partir del 11 de marzo de 2017, Bogoslof tiene un tamaño de 0.98 km², con más del triple de tamaño, y formando una gran isla circular alrededor del respiradero central, y probablemente continuará creciendo. Una erupción explosiva significativa comenzó en el volcán Bogoslof a las 02:08 UTC del 20 de febrero 17:08 hora estándar del Pacífico el 19 de febrero. Los datos sísmicos e infrasonidos muestran una serie de pulsos explosivos de vida corta hasta las 02:45 UTC; la sismicidad ha disminuido ligeramente desde entonces. Las imágenes de satélite recientes muestran una nube tan alta como 25 000 pies sobre el nivel del mar. Una erupción del 17 de mayo arrojó cenizas a 34 000 pies de la atmósfera. El 28 de mayo de 2017, otra erupción envió cenizas a una altura de hasta 35 000 pies y elevó el Código de Color de Aviación a rojo, su nivel más alto. La ceniza que se eleva por encima de 20 000 pies es una amenaza para los aviones en el área. La Unidad Meteorológica de la Aviación del Servicio Meteorológico Nacional de Alaska también emitió una alerta de que la nube de cenizas puede subir hasta 50 000 pies.
A partir del 10 de mayo de 2017, se estimó que tenía un área de aproximadamente 319 acres, o 1.3 kilómetros cuadrados.